# Premio Neformat
Premio Neformat (Премия НЕФОРМАТ, en ruso) es un premio literario independiente - NEFORMAT (No formato) - creado por Dmitri Lípskerov y el Fondo no comercial “Tu tiempo” en 2008. El premio es para recompensar cada año tres no anteriormente publicados mejores volúmenes de imaginación en prosa y poesía en ruso de autores jóvenes (ante 27). Está entregada para novelas, novelas cortas y cuentos, y versos. 
El premio soporta autores jóvenes quienes no escriben ‘mainstream’ obras, piensan originalmente, rebosan los límites de géneros literarios, y encuentran formas literarias nuevas. 
Los galardonados reciben 115 000 rublos y el derecho a concluir un contrato para la publicación de sus obras con honorarios exclusivos.

## Lista de galardonados con el Premio Neformat
- 2008 – Uliána Gamaiún, Ucrania, “Ключи к полям” - “Las llaves de campos” (novela) 
  - - Eva Rappopórt, Rusia, “Правдивые истории о том, чего не было” – “Historias verazes de que no pasó” (cuentos)
  - - Vera Polozkóva, Rusia, “Непоэмание” y “Фотосинтез” – “Incompoemasión”, “Fotosíntesis” (versos)